# Smajl Suljević
Smajl Suljević, född 15 juli 1994 i Borlänge, är en svensk-bosnisk fotbollsspelare             (mittfältare) som spelar för Bullermyrens IK. Han har även spelat en landskamp för Sveriges U17-landslag.

## Karriär
Suljevic påbörjade sin proffskarriär med Dalkurd 2009. Mellan 2015 och 2017 spelade han för GIF Sundsvall.
I oktober 2017 blev Suljevic överfallen av tre maskerade män i sitt hem och rånad på 20 000 kr, vilket ledde till att han lämnade klubben och skrev på för Östersund.
Under 2018, då var Suljevic utlånad till Dalkurd, skallade han Imad Khalili efter en match mot Hammarby. Han erkände men frikändes då rätten ansåg att han handlade i nödvärn.
I januari 2019 gick Suljevic till Syrianska på en fri transfer. Kontraktet avslutades i juli samma år. I augusti 2019 gick Suljević till spanska Internacional de Madrid. I januari 2020 lämnade han klubben. I februari 2020 värvades Suljevic av Jönköpings Södra. I juli 2020 lämnade han klubben.
Inför säsongen 2021 skrev Suljević på för IFK Haninge. Inför säsongen 2022 gick han till division 4-klubben Falu BS. Han gjorde sju mål på 19 matcher under säsongen 2022 då Falu BS vann Division 4 Dalarna och blev uppflyttade till Division 3.